# John Byrne
John Frederick Byrne (ur. 1 lutego 1961 w Manchesterze) – piłkarz irlandzki grający na pozycji napastnika.

## Kariera klubowa
Karierę piłkarską Byrne rozpoczął w York City. W sezonie 1979/1980 zadebiutował w nim w Division Four, a od następnego sezonu był podstawowym zawodnikiem tego zespołu. W 1984 roku awansował z York do Division Three, a w trakcie sezonu 1984/1985 odszedł do Queens Park Rangers. 27 października 1984 zadebiutował w Division One w przegranym 0:2 wyjazdowym spotkaniu z Norwich City. Przez 4 sezony był podstawowym zawodnikiem QPR i występował w nim w najwyższej klasie rozgrywkowej Anglii.
Latem 1988 roku Byrne odszedł do drugoligowego francuskiego Le Havre AC. Po dwóch latach powrócił na Wyspy Brytyjskie i został piłkarzem Brighton & Hove Albion. Jesienią 1992 przeszedł do Sunderlandu, a pod koniec roku stał się piłkarzem grającego w Division One, londyńskiego Millwall F.C. Jeszcze w trakcie sezonu 1992/1993 został wypożyczony do Brighton & Hove Albion. Latem 1993 podpisał kontrakt z Oxford United, z którym w 1994 roku spadł do Division Two. Następnie do 1996 roku grał w Brighton & Hove Albion i w jego barwach zakończył karierę piłkarską.
| Sezon   | Klub                   | Kraj    | Rozgrywki      | Mecze | Bramki |
| ------- | ---------------------- | ------- | -------------- | ----- | ------ |
| 1979/80 | York City              | Anglia  | Division Four  | 9     | 2      |
| 1980/81 | York City              | Anglia  | Division Four  | 38    | 6      |
| 1981/82 | York City              | Anglia  | Division Four  | 29    | 6      |
| 1982/83 | York City              | Anglia  | Division Four  | 43    | 12     |
| 1983/84 | York City              | Anglia  | Division Four  | 46    | 27     |
| 1984/85 | York City              | Anglia  | Division Three | 10    | 2      |
| 1984/85 | Queens Park Rangers    | Anglia  | Division One   | 23    | 3      |
| 1985/86 | Queens Park Rangers    | Anglia  | Division One   | 36    | 12     |
| 1986/87 | Queens Park Rangers    | Anglia  | Division One   | 40    | 11     |
| 1987/88 | Queens Park Rangers    | Anglia  | Division One   | 27    | 4      |
| 1988/89 | Le Havre AC            | Francja | Ligue 2        | ?     | ?      |
| 1989/90 | Le Havre AC            | Francja | Ligue 2        | ?     | ?      |
| 1990/91 | Brighton & Hove Albion | Anglia  | Division Two   | 38    | 9      |
| 1991/92 | Brighton & Hove Albion | Anglia  | Division Two   | 13    | 5      |
| 1991/92 | Sunderland A.F.C.      | Anglia  | Division Two   | 27    | 7      |
| 1992/93 | Sunderland A.F.C.      | Anglia  | Division Two   | 6     | 1      |
| 1992/93 | Millwall F.C.          | Anglia  | Division One   | 17    | 1      |
| 1992/93 | Brighton & Hove Albion | Anglia  | Division One   | 7     | 2      |
| 1993/94 | Oxford United          | Anglia  | Division One   | 30    | 7      |
| 1994/95 | Oxford United          | Anglia  | Division Two   | 25    | 11     |
| 1994/95 | Brighton & Hove Albion | Anglia  | Division Three | 14    | 4      |
| 1995/96 | Brighton & Hove Albion | Anglia  | Division Three | 25    | 2      |

## Kariera reprezentacyjna
Pomimo że Byrne urodził się w Anglii, to reprezentował barwy Irlandii. W reprezentacji zadebiutował 5 lutego 1985 roku w przegranym 1:2 towarzyskim spotkaniu z Włochami. W 1988 roku został powołany przez selekcjonera Jacka Charltona do kadry na Euro 88. Był tam jednak rezerwowym i nie rozegrał żadnego spotkania, podobnie jak w 1990 roku na Mistrzostwach Świata we Włoszech. Od 1985 do 1993 roku rozegrał w kadrze narodowej 23 mecze i zdobył 4 gole.